# Brušenje
Brušenje, u strojarstvu, je oblikovanje materijala odvajanjem čestica, kojim se postižu glatke površine (kovine, drva), točne izmjere ili potreban oblik (oštrenje alata, brušenje stakla, brušenje dijamanata i dragoga kamenja). Vrlo glatka i sjajna površina nastaje poliranjem. Brušenje se obavlja brusnim alatom ili brusom, koji se sastoji od mnoštva geometrijski nedefiniranih oštrica i šiljaka od kristalnih zrnaca abraziva, povezanih prikladnim vezivom (na primjer silikatnim vezivom, vezivom od smole) u zbijenu (kompaktnu) cjelinu. Brusni alat najčešće je kamena ploča (brusna ploča) pravokutna, okrugla ili kakva druga oblika (naziva se i brus), te beskonačna vrpca ili list brusnog papira ili brusnog platna.
Brušenje se najčešće obavlja na alatnom stroju (brusilica) s rotirajućim brusnim alatom u obliku okrugle ploče ili valjka. Pri brušenju metalnih površina razlikuje se okruglo i plošno brušenje, a posebni su postupci brušenje alata, kliznih vodilica, navoja, zupčanika, osovina, vratila, valjaoničkih valjaka. Okruglo brušenje koristi se za obradu zaobljenih, konkavnih ili konveksnih površina, provrta i slično. Plošno brušenje služi za obradu ravnih površina, a može biti obodno (brusi se obodnom, zakrivljenom plohom brusne ploče) ili čelno (brusi se baznom, ravnom plohom), s ravnocrtnim ili kružnim pomakom obratka. Zbog jakog zagrijavanja pri brušenju kovina površina se po potrebi hladi rashladnom tekućinom, koja ujedno služi i za uklanjanje strugotina. Suvremene velike brusilice imaju uređaj za automatsko balansiranje brusne ploče i upravljane su elektroničkim računalom. Ručne brusilice mogu također imati rotirajuću brusnu ploču, ali su česte i brusilice s brusnim papirom ili platnom koji rotiraju, vibriraju ili se kreću kao beskonačna vrpca.
Vrlo fina obrada metalnih površina postiže se nekim od postupaka glačanja, najčešće poliranjem. Unutarnje, cilindrične površine glačaju se honanjem, vlačnim brušenjem, pri čemu brusni alat titra i giba se uzdužno, što daje privid kružnoga gibanja. Vanjske okrugle površine glačaju se titranjem alata i kružnim gibanjem obratka (superfiniš). Lepanje je glačanje brusnim zrncima u tekućini (ulje, petrolej).
Brušenje je proizvodni postupak strojne obrade odvajanjem čestica koji skida promjenjiv presjek strugotine. Postupak se koristi kao jedan od završnih obrada, jer njime postižemo veliku točnost i kvalitetu površine uskih tolerancija. Fino brušenje postiže stupanj hrapavosti od N3 do N5 i tolerancije u razredu od IT5 do IT6. Osnovna svojstva brušenja su velike glavne brzine rezanja, uz male posmične brzine i alat bez geometrije, oblik alata je različit i neujednačen. Glavna podjela brušenja je na strojno i ručno brušenje.

## Način rada
Glavno gibanje kod brušenja je kružno gibanje i izvodi ga alat (na primjer brusna ploča). Pomoćno gibanje je složeno od kružnog i pravocrtnog gibanja, a može ga izvoditi alat ili predmet obrade (obradak). Dostavno gibanje izvodi brusna ploča.

## Strojno brušenje
Osnovne karakteristike strojnog brušenja su velike glavne brzine rezanja, uz male posmične brzine i alat je bez geometrije, tj. oblik alata je različit i neujednačen. Brušenje se dijeli prema kinematici (pa tako i brusovi) na:
- plošno brušenje:
  - obodno plošno brušenje,
  - čeono plošno brušenje,
- kružno brušenje:
  - vanjsko kružno brušenje,
  - unutrašnje kružno brušenje,
- profilno brušenje.

### Plošno brušenje
Kod plošnog brušenja glavno radno vreteno može biti smješteno vodoravno ili okomito i obavlja glavno gibanje, dok pomoćna gibanja obavlja radni stol pravocrtno ili kružno. Prema tome se i plošna brušenja dijela na brušenje obodom brusne ploče i brušenje čelom brusne ploče.

#### Brušenje obodom brusne ploče
Alat (valjkasta brusna ploča) ima glavno kružno gibanje velikog broja okretaja, dok obradak obavlja posmično gibanje male brzine.

#### Brušenje čelom brusne ploče
Alat je brusna ploča koja je obično šuplja, jer tako postiže veliku brzinu brušenja. Može se postaviti okomito na obradak ili pod nekim kutom. O tome ovise oblici tragova brušenja, dok razmak između tragova ovisi o brzini posmaka.

### Kružno brušenje
Kod brušenja obradaka kružnog presjeka razlikuju se u osnovi dvije vrste brušenja: vanjsko i unutarnje. 

#### Vanjsko kružno brušenje
Vanjsko kružno brušenje može biti uzdužno (aksijalno), poprečno (radijalno ili zasječno) i brušenje bez šiljaka. 
Kružno vanjsko uzdužno brušenje: glavno kružno gibanje obavlja alat, dok je posmično gibanje sastavljeno od dva, kružnog koje obavlja obradak i uzdužnog koji mogu obavljati alat ili obradak. Koristi se kod brušenja predmeta kružnih oblika različitih dužina. Alat je kraći od obratka koji se brusi.
Poprečno vanjsko kružno brušenje: glavno kružno gibanje obavlja alat, dok je posmično gibanje radijalno, to jest prema obratku. Brusna ploča mora biti istih dimenzija kao i obradak ili veća. Nema uzdužnog gibanja, postiže se bolji učinak nego kod kružnog vanjskog uzdužnog brušenja.
Vanjsko kružno brušenje bez šiljaka: to je posebna metoda kružnog brušenja kod kojeg obradak nije stegnut između šiljaka, nego je postavljen samo na potpornu ploču (podupirač) i umetnut između dvije brusne ploče. Jedna od tih ploča je glavna, velike obodne brzine, dok je druga ploča regulacijska (vodeća). Regulacijska ploča ima malu obodnu brzinu i služi za kočenje okretanja obratka do potrebne brzine. Postupak može biti uzdužni (aksijalni) i zasječni (radijalni).

#### Unutarnje kružno brušenje
Unutarnje kružno brušenje može biti uzdužno, radijalno (zasječno), planetarno i brušenje bez šiljaka.
Kružno unutarnje uzdužno brušenje: kao i kod vanjskog kružnog uzdužnog brušenja, glavno gibanje (kružno) obavlja alat, dok posmična gibanja (kružno i uzdužno) obavljaju alat i obradak. Alat je kraći od obratka koji se brusi.
Radijalno unutarnje kružno brušenje: glavno kružno gibanje obavlja alat, kao i kod vanjskog radijalnog brušenja. Posmično gibanje koje je samo radijalno, prema obratku, obavlja alat ili obradak. Brusna ploča mora biti istih dimenzija kao i obradak ili veća. Nema uzdužnog gibanja. Brusilice za unutarnja brušenja mogu imati i vretena za čeono brušenje.  Kada se moraju brusiti teški, glomazni predmeti, za unutarnje brušenje može se koristiti planetarno brušenje.
Planetarno brušenje: kod obradaka većih dimenzija i težine, koristi se planetarno unutarnje kružno brušenje. Postupak može biti radijalan ili aksijalan (zasječni ili uzdužni). Alat obavlja glavno kružno gibanje, ali se još os alata rotira po kružnoj putanji. Ovim načinom mogu se brusiti veliki promjeri na teškim predmetima, koji ne obavljanju nikakva pomoćna gibanja.
Unutarnje kružno brušenje bez šiljaka: to je posebna metoda kružnog brušenja kod kojeg obradak nije stegnut između šiljaka, nego je postavljen samo na potporne valjke (podupirače) i umetnuta je brusna ploča. Brusna ploča, alat koji je u predmetu, radi glavno gibanje, dok posmak može raditi alat ili obradak. Koristi se kod velikih teških predmeta koje je teško upeti u steznu napravu.

### Kružna brušenja ekscentričnih obradaka
Bregasta vratila i koljenaste osovine spadaju među ekscentrične izratke, koji zahtijevaju izrazitu preciznost u kvaliteti materijala i obrade. Brušenje ovakvih obradaka zahtjeva posebne uvjete brušenja. Putanja brusa mora biti jednaka krivulji površine obratka. Alat (brus) mora osim glavne rotacione brzine gibanja imati dostavno gibanje približavanja i udaljavanja obratku u ovisnosti o kutu zakreta obratka. (npr. krivuljne ploče ili model s ticalom). Moderni oblici strojeva, kod CNC upravljanja (engl. Computer Numerical Control), moraju imati i C os za obradu ekscentričnog brušenja.

### Profilno brušenje
Profilno brušenje se upotrebljava kao završna obrada kod raznih ižljebljenih vratila. Profil brusne ploče je u zavisnosti s profilom obrađivane površine. Glavno gibanje obavlja brus, a obradak se giba posmičnom pravocrtnom putanjom. U ovu grupu brušenja spadaju i kružna brušenja vratila, brušenja zupčanika, navoja.

### Brušenje alata
Posebnu grupu po načinu brušenja čine brusovi za brušenje reznog alata.

### Brusna ploča
Izrada brusnih ploča počinje s izborom brusnih zrnaca i veziva, koja se ubacuju u mješalice. Nakon miješanja slijedi sušenje smjese, te sijanje kako bi se točno odredila potrebna zrnatost brusne ploče. Prosijana smjesa se puni u kalupe, te se pod visokim tlakom zapeče. Sljedeći korak je uprešavanje prstena, koji služi kao zaštita ploče i olakšava montažu ploče u stroj. Kod većih i debljih brusnih ploča, nakon pečenja i vađenja iz kalupa, slijedi centriranje ploče. Ploča se okreće većom brzinom (do 40%) od radne brzine same ploče. Centriranje se obavlja pomoću poravnjivača.

## Ručno brušenje
Osnova ručnog brušenja je što jednoličnije prelaženje brusnim sredstvom po površini obratka, kako bi se dobila ujednačena površina. Osnovni alat za ručno brušenje je papirnata ili platnena traka na kojoj su nalijepljena brusna zrnca. Osim brusnih traka, brusna zrnca se mogu koristiti na više načina: kao brusna ploča, kao brusni kameni (zrnca sortirana i povezana potrebnim vezivom) i u obliku samih brusnih zrnaca koja se nasipavaju na mjesto obrade. Oblici papirnatih ili platnenih traka su: brusni papir u roli, brusni papir u listovima, brusni papir u trakama, okrugli brusni papiri (fiber diskovi), brusni papir specijalnih oblika (na primjer delta brusni papir), brusni papiri u lamelnim pločama. Kako je svojstvo brušenja velika brzina rezanja, a nju je teško ručno ostvariti, kod ručnog brušenja često se koriste ručni alati s pogonom (bilo električnim, akumulatorskim ili pneumatskim pogonom).
Ručni alat za brušenje brusnim papirom je ručna brusilica ili alat s električnim pogonom – vibracijska (oscilatorska) brusilica. Osovina rotora elektromotora je spojena na ekscentar u radnoj ploči brusilice i time omogućuje brzo titranje radne ploče, na kojoj je učvršćen brusni papir. Ručna električna brusilica s trakom ima dva valjka preko kojih je zategnuta brusna traka. Jedan valjak je pogonski (spojen je s elektromotorom), dok drugi služi za pravilno napinjanje i zatezanje trake. Rotacijske ručne brusilice mogu imati električni ili pneumatski pogon. Brusni papir se učvršćuje vijkom ili se nalijepi na rotacionu ploču "čičkom".  Rotacijska ploča osim kružnog glavnog gibanja može imati i pravolinijska (translacijska) gibanja (vibrira). Multi brusilice su za brušenje u kutovima i na nepristupačnim mjestima. Kod ovih ručnih brusilica, gibanje alata je vibracija ili oscilacija. 
Osim jednostavnih brusnih papira i traka, za brušenje se koriste i različite lamelne brusne ploče. To su brusevi sastavnjeni od niza brusnih papira ili brusnih tkanina, posloženih u niz, radijalno ili aksijalno za finija brušenja. Koriste se na rotacijskim brusilicama.

### Finoća brusne trake
Finoća brusne trake se dijele prema finoći brusnih zrnaca.(mjerilo za veličinu zrnaca). Ona se bira prema kvaliteti površine koju želimo postići. Krupnoća se određuje prema broju rupica na situ u duljini od 1 inča (25,4 mm). Zrno ima onu finoću kod koje još propada kroz rupice na situ. Tako imamo oznake i finoću brusnih zrnaca obzirom na krupnoću zrna:
- jako gruba brusna traka: oznake 8, 10 i 12;
- gruba brusna traka: oznake 14, 16, 20 i 24;
- srednja brusna traka: oznake 30, 36, 46, 54 i 60;
- fina brusna traka: oznake 70, 80, 90, 100 i 120;
- jako fina brusna traka: oznake 160, 180, 200, 220 i 240;
- prašina: oznake 280, 320, 400, 500 i 600.

Za brusne papire najčešće se upotrebljavaju zrnca finoće 40, 60, 80, 100, 120, 150, 180, 220, 240, dok se kod brusnog platna koristi finoća zrnaca 40, 80, 120, 180. Brusna platna se koriste kod brušenja obradaka složenijeg oblika, veće su čvrstoće i izdržljivija od papirnih. Osim brusnog papira ili brusnog platna, za ručno brušenje ili s alatima s pogonom, koriste se i brusni kameni različitih dimenzija i oblika: brusni čepovi s držalom, brusni kameni s ili bez držaka, brusne ploče.

### Brusne ploče
Prema izgledu i konstrukciji, brusne ploče mogu biti: pločaste, prstenaste, valjkaste, profilne, obručne, tanjuraste, lončaste, vretenaste, šuplje, brusne ploče na drški. Oblikovanje brusnih ploča obavlja se u kalupima. Nakon toga u ovisnosti o vezivu određuje se daljnji postupak. Uglavnom je to sušenje (kod keramičkih veziva), te pečenje u elektropećima. Alat se zatim ispituje tako da se drži najmanje 3 minute na 40 – 50% većoj brzini od dopuštene. Zatim se brusovi moraju još izbalansirati kako bi se izbjegle vibracije, koje negativno utječu na alat, stroj i obradak. Brusne ploče se koriste isključivo na alatima s pogonom (električnim, akumulatorskim ili pneumatskim pogonom).

#### Sastav brusne ploče
Sve brusne ploče se u osnovi sastoje od dva materijala: zrnca za brušenje i vezivnog materijala. Sredstva za brušenje (zrnca) mogu biti od prirodnih ili umjetnih materijala. Materijali za brušenje moraju imati dovoljnu žilavost i tvrdoću, kako bi oštrice zrnaca bile upotrebljive kao rezni alati i ujedno otporne protiv čestog loma prilikom obrade. Prirodna sredstva za brušenje mogu biti: prirodni korund, smirak, kvarc, dijamant. Umjetna sredstva za brušenje mogu biti: karborund, elektrokorund, borov karbid, borov nitrid. 
Vezivni materijal veže zrnca u jednu cjelinu. Kako postoje više vrsta zrnaca, tako postoje i više vrsta vezivnih materijala. Imamo organska i anorganska veziva. Organska veziva mogu biti: bakelit, šelak, guma. Anorganska veziva mogu biti: keramička veziva, silikatna veziva, magnezitna veziva.
Tvrdoća brusne ploče ovisi o čvrstoći vezivnog materijala i određuje se kao otpor veziva protiv ispadanja zrnaca. Oznake za tvrdoću brusnih ploča su: osobito meko (A, B, C, D), vrlo meko (E, F, G, H), meko (I, J, K), srednje (L, M, N, O), tvrdo (P, Q, R, S), vrlo tvrdo (T, U, V, W), osobito tvrdo (X, Y, Z).
Struktura brusne ploče je svojstvo koje može pri istoj finoći i tvrdoći biti različito. Time označavamo količinu zrnaca i veziva u jedinici obujma brusne ploče. Označava se vrijednostima od 1 do 14. Otvorena struktura je struktura s visokom poroznošću. Zatvorena struktura je ona koja ima najmanju poroznost među zrncima.

### Oblik strugotine pri brušenju
Oblik zrna kod brušenja je oktaedar, trapezoid, tetraedar i trostrana prizma, to jest nema prave oštrice. Kut prednje površine je jako negativan. Iz tih razloga strugotina se ne skida kao kod ostalih postupaka ručne ili strojne obrade skidanja strugotine. Na mjestu obrade stvaraju se visoke temperature, materijal postaje plastičan i to pomaže skidanju strugotine. Bez plastičnosti ne bi bilo moguće skidati strugotinu. Strugotina ima oblik savijenog šiljka.